# 何与
何與（1996年8月26日—）原名何宜謙，寧夏銀川市人，中國內地男演員，出道作品為2018年之央視紀錄片《中國名片》。2019年，他參演多部電視劇，當中包括《戀戀江湖》。同年亦參演甜寵劇《見面吧就現在》並與搭檔盧洋洋傳出緋聞，該劇後來於2022年播出。

## 演出作品

### 電影
- 2019年：《觸網情深》飾演 劉宇鵬
- 2022年：《浪子降魔》飾演 周處

### 電視劇/網絡劇
| 首播年份 | 劇名                         | 角色     |
| -------- | ---------------------------- | -------- |
| 2019年   | 《戀戀江湖》(網絡劇)         | 愛德御書 |
| 2020年   | 《世界上最動聽的你》(網絡劇) | 梁成     |
| 2020年   | 《教室的那一間2》(網絡劇)    | 趙喬飛   |
| 2021年   | 《我的鄰居長不大》(網絡劇)   | 陸正安   |
| 2021年   | 《住我對面的小哥哥》(網絡劇) | 王焱燚   |
| 2022年   | 《見面吧就現在》(網絡劇)     | 周子謙   |
| 2022年   | 《當你年少時》(網絡劇)       | 朱成海   |
| 2022年   | 《新少年包拯》(網絡劇)       | 公孫策   |
| 2024年   | 《與鳳行》                   | 拂容君   |
| 2024年   | 《又見逍遙》(網絡劇)         | 李逍遙   |
| 2024年   | 《金庸武俠世界》(網絡劇)     | 陳玄風   |
| 2024年   | 《少年白馬醉春風》(網絡劇)   | 葉鼎之   |
| 2024年   | 《九重紫》(網絡劇)           | 青年皇帝 |
| 2025年   | 《陷入我们的热恋》(網絡劇)   | 江       |
| 2025年   | 《華山論劍》(網絡劇)         | 陳玄風   |
| 未播出   | 《双轨》(網絡劇)             |          |
| 未播出   | 《真火神探刘横顺》(網絡劇)   | 李子龍   |
| 未播出   | 《百花杀》                   |          |

### 綜藝節目
- 2022年：《無限超越班》
- 2023：《萌探探探案》第三季
- 2024年：《盲盒旅行團》
- 2024年：《2024騰訊視頻鵝劇派對》

## 外部連結
- 何与在豆瓣上的资料（简体中文）
- 何与的新浪微博